# Mandré
Michael Andre Lewis, también conocido como Mandré (? en Omaha, Nebraska - 31 de enero de 2012 en Shreveport, Luisiana) fue un músico estadounidense conocido por sus grabaciones de sintetizadores en Motown. Como Andre Lewis también contribuyó a Moon Shadow de Labelle y Just Whitney de Whitney Houston. Él viajó o grabó con Grant Green, The Who, Labelle, Buddy Miles Band, Maxayn, Rufus, White Chocolate,  Earth Wind and Fire y Frank Zappa. También fue el líder de la banda de Johnny Guitar Watson.
Su debut en sencillo como Mandré, "Solar Flight (Opus I)" fue un éxito extraído del álbum homónimo de debut titulado Mandré. Anteriormente había tocado con su banda Maxayn, nombrada por la cantante, y más tarde su mujer, Maxayn Lewis, (nacida Paulette Parker).

## Discografía
Álbumes
- Mandré - 1977
- Mandré Two - 1978
- M3000 - 1979
- Mandré 4 - 1982

Singles
- "Solar Flight (Opus 1)" 1977
- "Keep Tryin'" 1977
- Opus III
- "Fair Game" / "Light Years" (Opus IV) 1978
- "Spirit Groove" 1979
- "Freakin's Fine"